# The Clash: Live At Shea Stadium
The Clash: Live At Shea Stadium je album uživo punk grupe The Clash koji je izdan krajem 2008. godine. Album je snimka nastupa grupe održanog 13. listopada 1982. godine na stadionu Shea u New Yorku, gdje su nastupili kao predgrupa grupi The Who.  
Snimka koncerta je dugo bila izgubljena i navodno ju je pronašao Joe Strummer dok se spremao za selidbu.

## Popis pjesama
Sve skladbe napisali su Mick Jones i Joe Strummer, osim gdje je drugačije naznačeno.
1. "Kosmo Vinyl Introduction" - 1:10
2. "London Calling" (Joe Strummer/Mick Jones) - 3:29
3. "Police On My Back" (Eddy Grant) - 3:28
4. "Guns of Brixton" (Paul Simonon) - 4:07
5. "Tommy Gun" (Strummer/Jones) - 3:19
6. "The Magnificent Seven" (The Clash) - 2:33
7. "Armagideon Time" (Willi Williams/Mitoo) - 2:55
8. "The Magnificent Seven (Return)" (The Clash) - 2:23
9. "Rock the Casbah"(The Clash) - 3:21
10. "Train in Vain" (Strummer/Jones) - 3:45
11. "Career Opportunities" (Strummer/Jones) - 2:05
12. "Spanish Bombs" (Strummer/Jones) - 3:18
13. "Clampdown" (Strummer/Jones) - 4:26
14. "English Civil War" (tradicionalna/Strummer/Jones) - 2:39
15. "Should I Stay Or Should I Go" (The Clash) - 2:44
16. "I Fought the Law" (Sonny Curtis) - 3:22

## Izvođači
- Mick Jones - gitara, pjevač
- Paul Simonon - bas-gitara, pjevač
- Joe Strummer - ritam gitara, pjevač
- Terry Chimes - bubnjevi

## Vanjske poveznice
- allmusic.com  Arhivirana inačica izvorne stranice od 9. ožujka 2021. (Wayback Machine) - The Clash: Live at Shea Stadium